# Бхандария
Бхандария (бенг. ভাণ্ডারিয়া, англ. Bhandaria) — город на юге Бангладеш, административный центр одноимённого подокруга. Площадь города равна 9,74 км². По данным переписи 2001 года, в городе проживало 21 479 человек, из которых мужчины составляли 51,92 %, женщины — соответственно 48,08 %. Уровень грамотности населения составлял 65,2 % (при среднем по Бангладеш показателе 43,1 %). 